# Бурнел
Бурнел (фр. Bournel) насеље је и општина у југозападној Француској у региону Аквитанија, у департману Лот и Гарона која припада префектури Вилнев сир Лот.
По подацима из 2011. године у општини је живело 264 становника, а густина насељености је износила 17,96 становника/km². Општина се простире на површини од 14,7 km². Налази се на средњој надморској висини од 100 метара (максималној 161 m, а минималној 72 m).

## Демографија
| 1962. | 1968. | 1975. | 1982. | 1990. | 1999. | 2011. |
| ----- | ----- | ----- | ----- | ----- | ----- | ----- |
| 279   | 284   | 220   | 237   | 228   | 250   | 264   |

График промене броја становника у току последњих година